# Testify (Phil Collins)
| Recensione | Giudizio |
| ---------- | -------- |
| AllMusic   |          |

Testify è il settimo album in studio del cantante britannico Phil Collins, pubblicato il 12 novembre 2002 dalla Atlantic Records.

## Il disco
Il disco è stato concepito in un periodo di due anni presso la casa di Collins in Svizzera, ed è stato registrato tra la Francia e Los Angeles. La maggior parte delle canzoni sono scaturite da demo realizzate nello studio della camera da letto del cantante e terminate con l'aiuto del produttore Rob Cavallo. Collins ha lavorato molto con i computer durante la produzione, ritornando a fare utilizzo di drum machine, dopo averle completamente abbandonate nel precedente album Dance into the Light.
L'album ha generalmente riscontrato scarsi consensi di critica e pubblico, rivelandosi il disco di minor successo commerciale nella carriera del cantante. Nel Regno Unito è diventato il primo album di Collins a fallire l'ingresso nella top 5 della Official Albums Chart, tuttavia è riuscito a ottenere piazzamenti importanti in classifiche di altri paesi europei come Francia, Germania, Paesi Bassi e Svizzera.

## Tracce
Testi e musiche di Phil Collins, eccetto dove indicato.
1. Wake Up Call – 5:15
2. Come with Me – 4:34
3. Testify – 6:31
4. Don't Get Me Started – 4:41
5. Swing Low – 5:08
6. It's Not Too Late – 3:59
7. This Love This Heart – 4:04
8. Driving Me Crazy – 4:37
9. The Least You Can Do – 4:21 (testo: Collins – musica: Daryl Stuermer)
10. Can't Stop Loving You – 4:17 (Billy Nicholls)
11. Thru My Eyes – 5:07
12. You Touch My Heart – 4:42

## Formazione
- Phil Collins – voce, batteria, chitarra, pianoforte, sintetizzatore, drum machine, percussioni
- Daryl Stuermer – chitarra (brani 9 e 10)
- Tim Pierce – chitarra (brani 1-11), chitarra classica (brano 12)
- Paul Bushnell – basso (3-10)
- Jamie Muhoberac – tastiera (brani 9 e 10)
- Eric Rigler – uilleann pipes (brano 9)
- James Sangar – programmatore (brani 1-5, 8, 11)

Produzione
- Phil Collins, Rob Cavallo – produzione
- Allen Sides – ingegneria del suono, missaggio (brani 1-9, 11, 12)
- Tom Lord-Alge – missaggio (brano 10)
- Doug McKean – ingegneria Pro Tools
- Bernie Grundman – mastering
- Lorenzo Aguis, Norman Watson – fotografia

## Classifiche
| Classifica (2002) | Posizione massima |
| ----------------- | ----------------- |
| Austria           | 5                 |
| Belgio (Fiandre)  | 11                |
| Belgio (Vallonia) | 3                 |
| Danimarca         | 31                |
| Finlandia         | 30                |
| Francia           | 2                 |
| Germania          | 3                 |
| Italia            | 16                |
| Norvegia          | 14                |
| Paesi Bassi       | 2                 |
| Regno Unito       | 15                |
| Spagna            | 10                |
| Stati Uniti       | 30                |
| Svezia            | 4                 |
| Svizzera          | 2                 |